# Charontidae
Charontidae is een familie van de zweepspinnen (Amblypygi), onderorde Euamblypygi. De familie bestaat uit 12 nog levende soorten.

## Taxonomie
- Geslacht Charon - Karsch, 1879
  - Charon annulipes - Lauterer, 1895
  - Charon gervaisi - Harvey & West, 1998
  - Charon grayi - (Gervais, 1842)
  - Charon oenpelli - Harvey & West, 1998
  - Charon trebax - Harvey & West, 1998
- Geslacht Stygophrynus - Kraepelin, 1895
  - Stygophrynus forsteri - Dunn, 1949
  - Stygophrynus moultoni - Gravely, 1915
  - Stygophrynus brevispina - Weygoldt, 2002
  - Stygophrynus cavernicola - (Thorell, 1889)
  - Stygophrynus cerberus - Simon, 1901
  - Stygophrynus dammermani - Roewer, 1928
  - Stygophrynus longispina - Gravely, 1915